# ماتئو بیسیانی
ماتئو بیسیانی (انگلیسی: Matteo Bisiani؛ زادهٔ ۲ august ۱۹۷۸ (۴۶ سال)) ورزشکار تیراندازی با کمان اهل ایتالیا است.
وی در مسابقات کشوری و بین‌المللی در مجموع برندهٔ ۱ مدال طلا، ۲ مدال نقره، ۱ مدال برنز شده‌است.